# 魏晉南北朝服飾

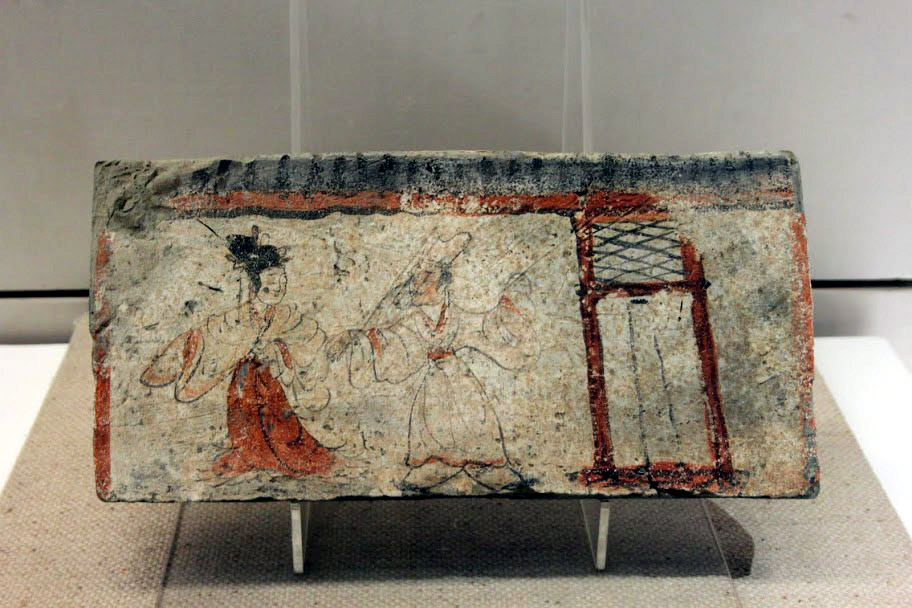
磚畫上的魏晉初期（三國）男女服飾

魏晉南北朝服飾是指三國至南北朝時期的服飾。這段時期的服飾基本承襲秦漢服飾的遺俗。男子的服裝流行大袖翩翩的衣服。直到南朝時期，這種衣服仍為各階層男子所愛好，成為一時的風尚。婦女服裝承襲秦漢的遺俗，在傳統基礎上有所改進，一般上身穿衫、襖、襦，下身穿裙子，款式多為上儉下豐，衣身部分緊身合體，袖口肥大，裙為多折襉裙，裙長曳地，下襬寬鬆，從而達到俊俏、瀟洒的效果。

## 男子服飾

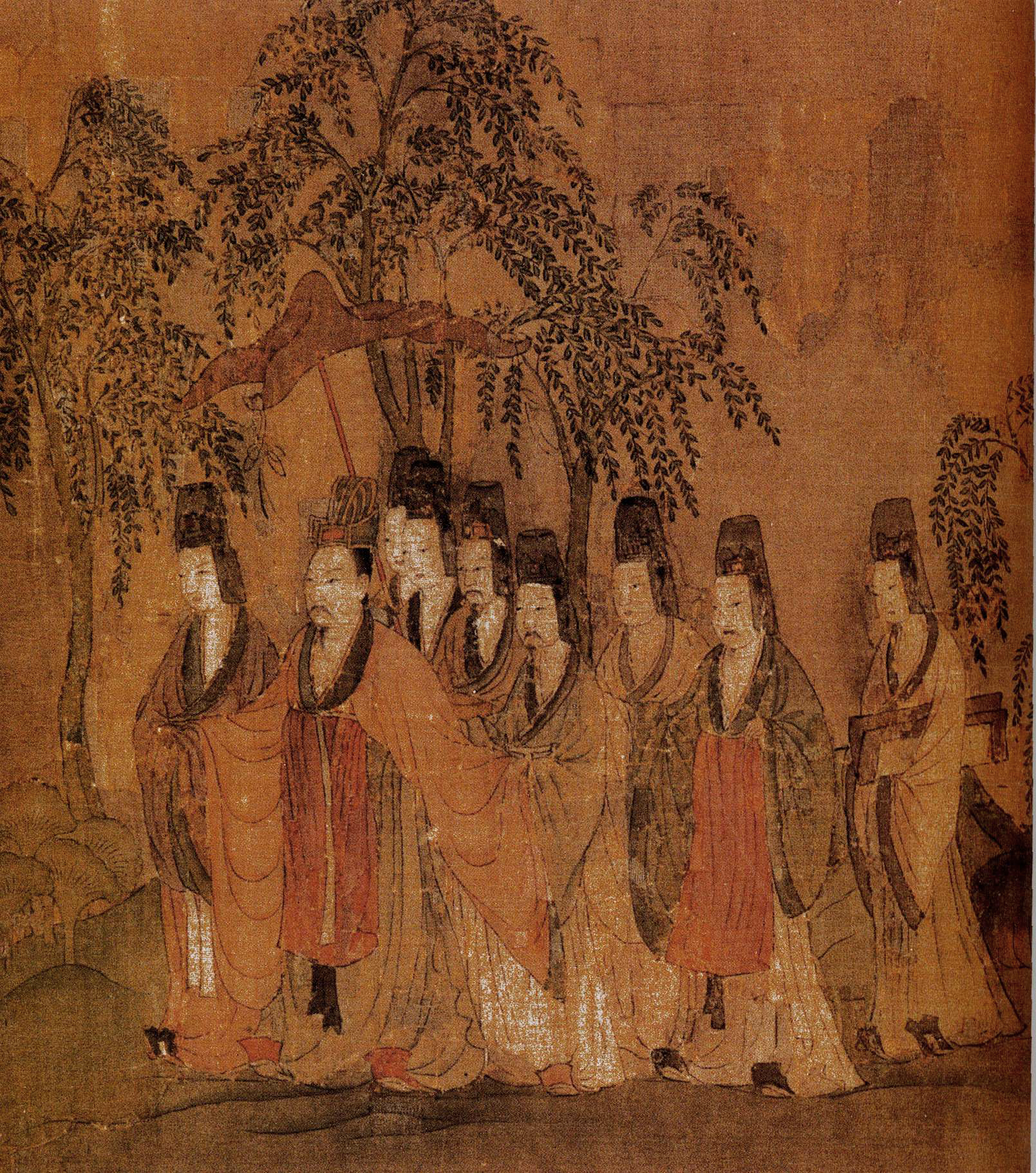
穿籠冠大袖衫的东晉男子

### 籠冠大袖衫
魏晉時期的貴族男子一般都穿大袖翩翩的衫子，直到南朝時期，這種衫子仍為各階層男子所愛好，成為一時的風尚。籠冠的形像與北朝墓葬中出土的圖像略同，然而時間卻比其他資料要早，可見籠冠並非出自胡俗，而是先在中原地區流行以後，才逐漸傳到北方，成為北朝時期的主要冠式之一。

### 褲褶
褲褶基本款式為上身穿齊膝大袖衣，下身穿大口褲。這種服裝的面料，常用較粗厚的毛布來制作。穿褲和短上襦，合稱襦褲，但貴族必須在襦褲外加穿袍裳，只有騎馬者、廝徒等從事勞動的人為了行動方便，才直接把褲露在外面。貴族是不得穿短衣和褲外出的。到了晉代這種習慣才有所改變。褲有大口褲和小口褲，以大口褲為時髦，穿大口褲行動不便，故用錦帶將褲管縛住，有、又稱縛褲。

## 女性服飾

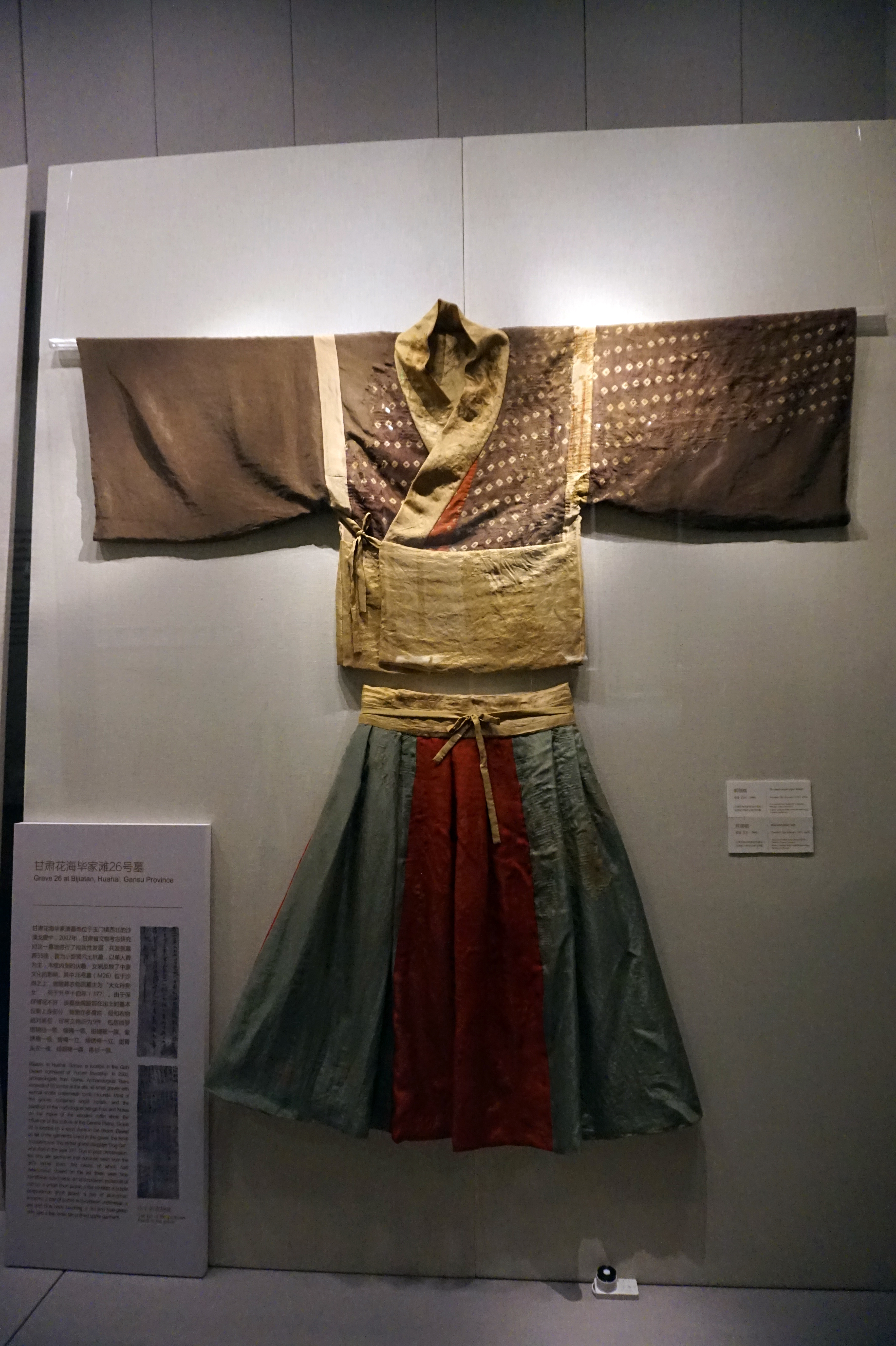
甘肃出土的前秦时期紫缬襦、绯碧裙

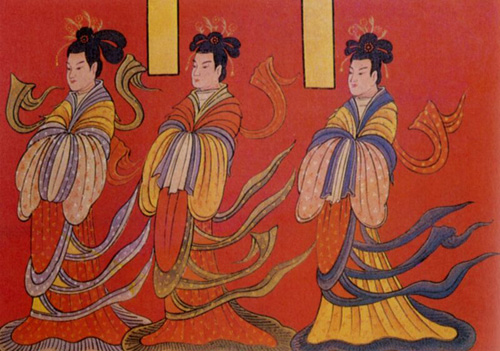
穿袿衣的女子

### 襦裙
魏晉時期的婦女服裝，都以寬博的襦裙為主，其特點為：對襟，束腰，衣袖寬大，並在袖口、衣襟、下擺綴有不同色的緣飾，下著條紋間色裙，腰間用一塊帛帶系扎。當時婦女的下裳，除間色裙外，還有其它裙式。在敦煌莫高窟甬道的兩側及佛教故事的下方，往往有一行行排列整齊的男女，小的僅有數寸，高的竟達幾尺。他們中間有權勢顯赫的官吏，也有普通的平民百姓。這些人物，都為修造洞窟出過資金，他們把自己的形像畫在壁上，表示該窟的菩薩佛像都由他們供養，所以被稱為窟主，也被稱為供養人。很多供養人的身旁都附有題記，寫明年代、職銜、排行及姓氏等等。本圖所繪的服飾，在當時帶有普遍性，河南洛陽等地出土的陶塑婦女，也穿這類服裝。晉人《東宮舊事》記太子之妃服裝，有絳紗復裙、丹碧紗紋雙裙、丹紗杯文羅裙等名色。可見女裙的制作已很精致，質料顏色也各不相同。

### 袿衣
魏晉南北朝時期，傳統的深衣制已不被男子采用，但在婦女中間卻仍有人穿著。這種服裝稱為袿衣，又稱雜裾，與漢代相比，已有較大的差異。比較典型的，是在服裝上飾以襳髾。所謂「髾」，是指一種固定在衣服下擺部位的飾物。通常以絲織物製成，其特點是上寬下尖形如三角，並層層相疊。所謂「襳」，指的是從圍裳中伸出來的飄帶。由於飄帶拖得比較長，走起路來，如燕飛舞。到南北朝時，這種服飾又有了變化，去掉了曳地的飄帶，而將尖角的「燕尾」加長，使兩者合為一體。

## 鎧甲

### 兩襠鎧
魏晉北朝時期的鎧甲主要有筩袖鎧、兩襠鎧和明光鎧。 「裲襠」，有兩種含意，一種是指服飾制度中的「裲襠衫」；一種是指武士穿的「兩襠鎧」。兩者的外形大體相同，區別主要在質料上。裲襠衫的材料，通常用布帛，中間納有絲棉，取其保暖。而裲襠鎧的材料則大多采用堅硬的金屬和皮革。鎧甲的甲片，有長條形和魚鱗形兩種，比較常見的則是在胸背部分采用小型的魚鱗甲片，以便於俯仰活動。為了防止金屬甲片磨損肌膚，武士在穿著兩襠鎧時，裡面還常襯有一件厚實的裲襠衫。

### 明光鎧
魏晉北朝時期的鎧甲主要有筩袖鎧兩、襠鎧和明光鎧。「明光鎧」一詞的來源，據說與胸前和背後的圓護有關。因為這種圓護大多以銅鐵等金屬製成，並且打磨的極光，頗似鏡子。在戰場上穿明光鎧，由於太陽的照射，將會發出耀眼的「明光」，故名。這種鎧甲的樣式很多，而且繁簡不一：有的只是在裲襠的基礎上前後各加兩塊圓護，有的則裝有護肩、護膝，複雜的還有數重護肩。身甲大多長至臀部，腰間用皮帶繫束。